# Arènes d'Atocha
Les anciennes arènes d'Atocha se situaient dans la ville basque de Saint-Sébastien en Espagne. Elles dataient de 1876.

## Histoire
Une première arène a été construite vers 1869 par M. Verde puis a été détruite par un incendie pendant la guerre civile qu'il y a eue en ce temps.
Toutefois, en 1876 l'entrepreneur José Arana, en a construit une autre en bois en 30 jours, sur le même terrain d'Atocha. Au cours des années on a fait des travaux qui ont complété l'ouvrage initial. Elle était située dans l'actuelle place qui se situe la Torre d'Atocha et la Tabacalera.
Le 24 août 1879 Lagartijo et Currito ont toréé six bêtes de l'élevage (manade lorsqu'il s'agit de taureaux) de Nazario Carriquiri, de Tudela. La barrière à l'ombre coûtait 7 Pesetas, la contre-barrière  4 pesetas et les gradins 3.25 pesetas. Au soleil, la barrière coutait 4 Pesetas, les contre-barrières 2.50 pesetas et les gradins 2.25 pesetas.
Dans ces mêmes arènes, durant les années 1880 à 1882 ont défilé les plus célèbres  matadors français et ce qui est meilleurs  picadors portugais. Les premières  corridas qui se sont déroulées de nuit avec la lumière électrique l'ont été dans cette arène. Le 31 août 1886 a ainsi eu lieu une corrida le soir et le programme l'annonçait ainsi : Taureaux de nuit (Toros de noche).
On prépare une brillante corrida de taureaux le soir, dont l'effet donnent les préparatifs nécessaires pour obtenir une clarté équivalente à celle que produit le jour. En effet, les neuf projecteurs illuminent de leur lumière le sable, soulignant les ombres des  toreros, chevaux et  bêtes braves. Le spectacle a duré jusque tard dans la nuit et les amateurs en sortant ont pu entendre le familier « douze coups de minuit ! ». Le chef d'entreprise José Arana a fini dans les locaux de la police à cause de la dénonciation de quelques spectateurs qui, pour un spectacle de nuit, avaient observés que l'on mettait en vente des entrées « soleil » et « ombre ».
Au début du siècle on a soulevé un courant de protestation contre le président Arana, lui reprochant qu'il engageait toujours les mêmes toreros. Le fruit de ce ressentiment populaire a été la constitution d'une nouvelle entreprise qui a construit cette nouvelle arène del Chofre en 1903. Pendant plusieurs saisons les deux arènes ont fonctionné jusqu'à l'arrêt et la démolition de celle d'Atotxa.
En démolissant cette arène, ses matériaux ont été employés dans la construction des premières maisons du quartier d'Egia, comme le sont les numéros 4, 6, 12, 14 et 16 de la rue Egia. Un habitant de la maison du no 14, faisant une réparation de la cuisine et grattant le mur est apparu une solive où figurait le numéro du siège et du gradin. Sur le même terrain de cette ancienne arène, on a construit plus tard l'usine de Mugica.